# Ueckermannseius quilicii
Ueckermannseius quilicii är en spindeldjursart som först beskrevs av Edward A. Ueckermann och Kreiter 2002.  Ueckermannseius quilicii ingår i släktet Ueckermannseius och familjen Phytoseiidae. Inga underarter finns listade i Catalogue of Life.